# Cenerentola (film 1979)
Cenerentola (in russo Золушка?, Zolushka) è un film d'animazione sovietico del 1979, prodotto dallo studio Sojuzmul'tfil'm di Mosca e diretto da Ivan Aksenchuk, ispirato alla celebre fiaba di Charles Perrault.

## Trama
Dopo la morte della madre Cenerentola viveva con la cattiva matrigna, le sue due sorellastre e suo padre. Svolgeva lei tutte le faccende di casa ed era la serva di tutta la famiglia. Un giorno in cui l'intera famiglia è stata invitata al ballo reale, Cenerentola viene lasciata da sola con un mucchio di faccende che la matrigna le aveva assegnato. 
Dopo averle terminate, appare la sua Fata Madrina, che dà a Cenerentola l'opportunità di partecipare al ballo dandole tutto l'occorrente per giungervi, in particolare un abito e due scarpette di cristallo. La fata avverte Cenerentola che dopo mezzanotte tutto sarebbe svanito; la sua voce si affievolisce mentre Cenerentola viene trainata al ballo da una carrozza creata da una zucca. 
Al ballo, Cenerentola incontra il principe, si innamorano e cantano assieme un duetto. Poco dopo scocca la mezzanotte, Cenerentola corre giù per le scale e via dal ballo, lasciando dietro di sé una delle sue scarpine di cristallo. Viene infine riportata velocemente a casa, e tutto ritorna come era. 
Ritorna anche la sua famiglia, e il giorno dopo il principe ed alcuni emissari iniziano a visitare ogni casa per poter far provare la scarpetta a tutte le fanciulle. Una volta arrivati alla casa della famiglia di Cenerentola, misurano il piede di tutte e tre le fanciulle, ma Cenerentola è l'unica alla quale calza. Cenerentola e il principe si riconoscono a vicenda, e ricominciano a cantare il duetto che avevano iniziato al ballo.

## Produzione
Come in altri suoi lavori, il regista Ivan Aksenchuk scelse di dare grande importanza alle musiche. La versione originale del cortometraggio contiene infatti pochi e brevi dialoghi, accompagnata per la maggior parte della sua durata dalla colonna sonora di Igor Tsvetkov.
Gli sfondi vennero dipinti su fogli di velluto dalla scenografa Galina Shakitskaya.

## Distribuzione
- 30 dicembre 1979 in Unione Sovietica
- 6 dicembre 1986 in Finlandia (Tuhkimo)
- 30 agosto 1987 in Finlandia (redistribuzione)
- 1996 in Messico (prima TV) (La Cenicienta)
- 1999 in Italia (prima TV)

In Italia, il corto venne trasmesso nel 1999 come episodio della serie TV americana Storie della mia infanzia, al quale venne aggiunta una nuova colonna sonora e ulteriori dialoghi tra i personaggi, non presenti nella versione originale. Il doppiaggio fu eseguito dalla D4 e diretto da Rino Bolognesi su dialoghi di Luigi Brunamonti.

### Edizioni home video
Il film è stato distribuito dalla Avo Film in DVD, abbinato a Quando i desideri diventano realtà e L'ultimo petalo.